# Cottonwood (hrabstwo Apache)
Cottonwood – jednostka osadnicza w Stanach Zjednoczonych, w stanie Arizona, w hrabstwie Apache.